# Mysmenella samoensis
Mysmenella samoensis là một loài nhện trong họ Mysmenidae.
Loài này thuộc chi Mysmenella. Mysmenella samoensis được miêu tả năm 1955 bởi Marples.